# 卡彭特鎮區 (明尼蘇達州艾塔斯卡縣)
卡彭特鎮區（英語：Carpenter Township）是位於美國明尼蘇達州艾塔斯卡縣的一個行政鎮區。

## 地方資料
卡彭特鎮區的面積為274.94平方千米，當中陸地面積為261.12平方千米，而水域面積為13.82平方千米。根據2020年美國人口普查的數據，當地共有人口154人，而人口密度為每平方千米0.56人。